# Kerrea Gilbert
Kerrea Kuche Gilbert (28 de fevereiro de 1987) é um futebolista inglês.